# Pseudamiops
A Pseudamiops a sugarasúszójú halak (Actinopterygii) osztályához a sügéralakúak (Perciformes) rendjéhez, ezen belül a kardinálishal-félék (Apogonidae) családjához tartozó nem.

## Rendszerezés
A nembe az alábbi 4 faj tartozik:
- Pseudamiops diaphanes Randall, 1998
- Pseudamiops gracilicauda (Lachner, 1953)
- Pseudamiops pellucidus Smith, 1954
- Pseudamiops phasma Randall, 2001